# Јозеф Киблер
Јозеф Киблер (Минхен, 6. април 1896 — Љубљана, 26. фебруар 1947) је био немачки генерал током Другог светског рата. Био је генерал 118. ловачке дивизије током операције Шварц. После рата осуђен је на смрт.